# Live at the Rotterdam Ahoy
Live at the Rotterdam Ahoy è un album dal vivo del gruppo rock britannico Deep Purple, pubblicato nel 2001.

## Tracce

### Disco 1
1. Introduction - 2:06
2. Pictured Within (Jon Lord) - 9:26
3. Sitting in a Dream (Roger Glover) - 4:18
4. Love Is All (Glover, Eddie Hardin) - 4:16
5. Fever Dreams (Ronnie James Dio) - 4:23
6. Rainbow in the Dark (Dio, Vivian Campbell, Jimmy Bain, Vinny Appice) - 4:49
7. Wring That Neck (Ritchie Blackmore, Nick Simper, Lord, Ian Paice) - 6:01
8. Fools (Ian Gillan, Blackmore, Glover, Lord, Paice) - 10:04
9. When a Blind Man Cries (Gillan, Blackmore, Glover, Lord, Paice) - 7:43
10. Vavoom: Ted the Mechanic (Gillan, Steve Morse, Glover, Lord, Paice) - 5:13
11. The Well-Dressed Guitar (Morse) - 3:31

### Disco 2
1. Pictures of Home (Gillan, Blackmore, Glover, Lord, Paice) - 10:11
2. Sometimes I Feel Like Screaming (Gillan, Morse, Glover, Lord, Paice) - 7:26
3. Perfect Strangers (Gillan, Blackmore, Glover) - 7:37
4. Riff Raff/Smoke on the Water (Gillan, Blackmore, Glover, Lord, Paice) - 10:20
5. Black Night (Gillan, Blackmore, Glover, Lord, Paice) - 6:27
6. Highway Star (Gillan, Blackmore, Glover, Lord, Paice) - 7:18

## Formazione

### Deep Purple
- Ian Gillan - voce
- Steve Morse - chitarra
- Jon Lord - tastiera
- Roger Glover - basso
- Ian Paice - batteria

### Altri musicisti
- Ronnie James Dio - voce (tracce 3-6 disco 1, traccia 4 disco 2)
- Miller Anderson - voce, chitarra
- The Backstreet Dolls - cori
- The Rip Horns - corni
- The Romanian Philharmonic Orchestra - orchestra, diretta da Paul Mann